# Lampanyctus australis
Lampanyctus australis är en fiskart som beskrevs av Tåning 1932. Lampanyctus australis ingår i släktet Lampanyctus och familjen prickfiskar. Inga underarter finns listade i Catalogue of Life.